# دوري جرينلاند لكرة القدم 1970
دوري جرينلاند لكرة القدم 1970 هو موسم من دوري جرينلاند لكرة القدم. فاز فيه Tupilak-41 ‏.